# West-Siberisch Laagland

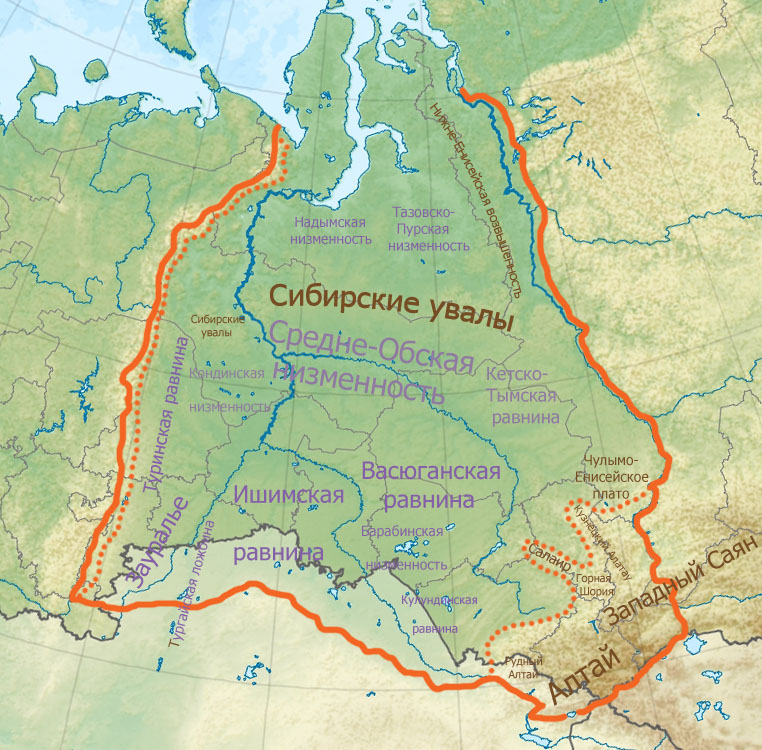
rode lijn: West-Siberië, stippellijn: West-Siberisch Laagland

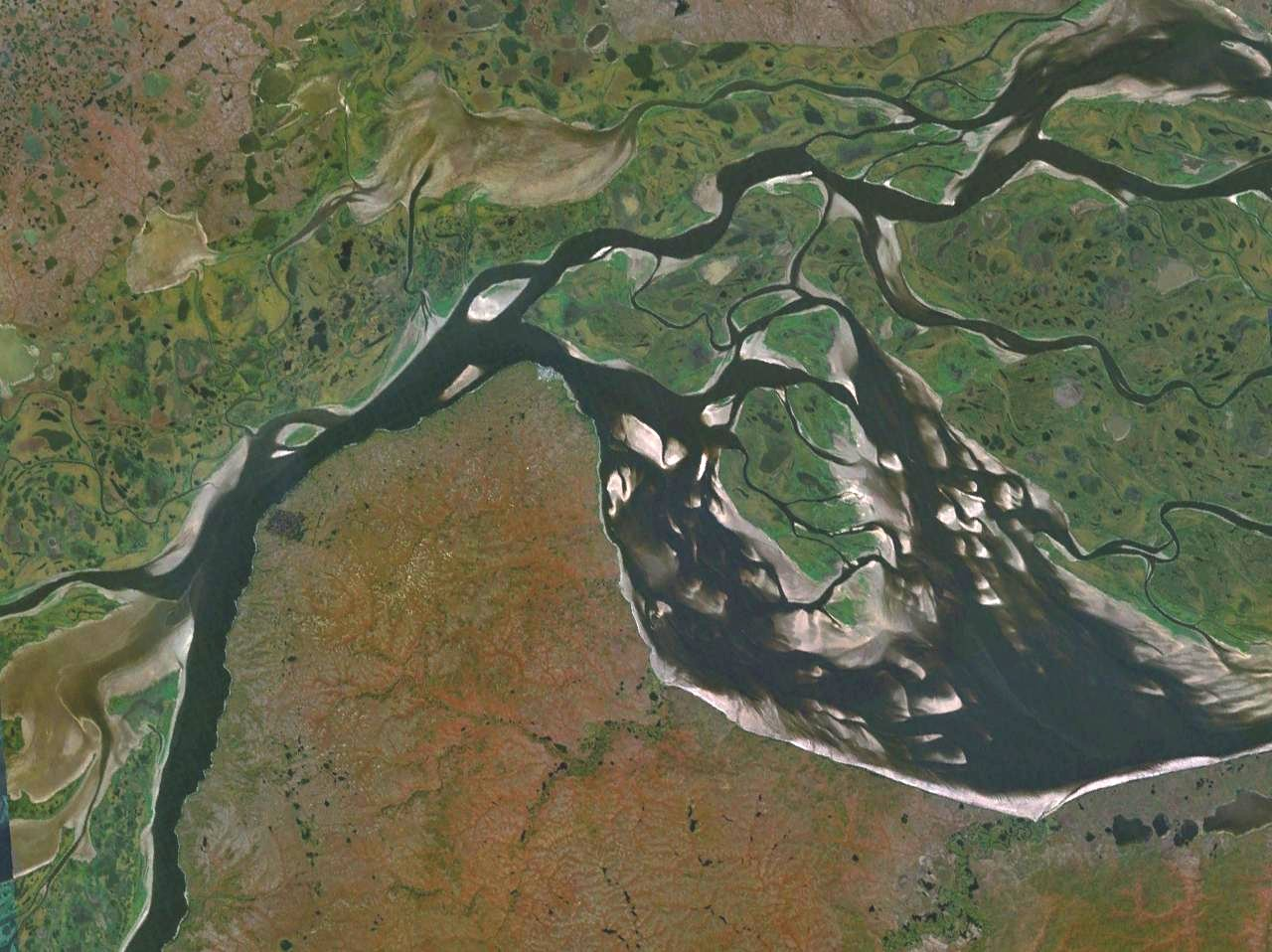
Begin van de Obboezem ten zuiden van het schiereiland Jamal.

Het West-Siberisch Laagland (Russisch: Западно-Сибирская равнина, Zapadno-Sibirskaja ravnina) is een grote vlakte die het westelijk gedeelte van Siberië omspant in Rusland en wordt gerekend tot de Russische grootlandschappen.
Het loopt tussen de Oeral in het westen en de rivier de Jenisej in het oosten (1900 km), waaronder West-Siberië. Het wordt wel omschreven als het grootste ononderbroken laagland van de wereld en omvat een gebied van ongeveer 2,6 tot 2,7 miljoen vierkante kilometer. Het loopt van de Noordelijke IJszee in het noorden naar de uitlopers van de Altai in het zuiden (2400 km). Het gebied ten oosten van de Oeral: de Trans-Oeraluitlopers vormen een aparte onderscheidbare zone dat soms tot het Oeralgebied en soms tot het West-Siberisch Laagland wordt gerekend. Achter de Jenisej begint het Midden-Siberisch Bergland en het Noord-Siberisch Laagland.
Het laagland kan worden onderverdeeld in acht onderscheidbare vegetatiegebieden; toendra, bostoendra, noordelijke taiga, midden taiga, zuidelijke taiga, sub-taigabos, bossteppe en steppe. Het aantal diersoorten in het West-Siberisch Laagland varieert van ten minste 107 soorten in de toendra tot 278 of meer in de bossteppegebieden.
De winters van het West-Siberisch Laagland zijn streng en lang. Het klimaat van het grootste gedeelte van het West-Siberisch Laagland is ofwel subarctisch of continentaal. De koudste gebieden liggen echter oostelijker; in het Tsjerskigebergte van Oost-Siberië.
Grote steden in het gebied zijn Norilsk in het noorden, Nizjnevartovsk en Soergoet in het midden en de grote steden langs de Trans-Siberische spoorlijn in het zuiden; Omsk en Novosibirsk, naast Tomsk ten noorden daarvan. De zuidelijkste grote steden van het West-Siberisch Laagland vormen Petropavl en Pavlodar in Kazachstan.
Het West-Siberisch Laagland bestaat vooral uit Cenozoïsche alluviale afzettingen en is buitengewoon vlak, zodat bij een zeespiegelstijging van 50 meter al het land vanaf de Noordelijke IJszee tot aan Novosibirsk zou overstromen. Veel van de alluviale afzettingen zijn het gevolg van ijsdammen, die de stromen van de Ob en de Jenisej, van koers deden veranderen. Het is een gedeeltelijk moerasachtig gebied met voornamelijk hoogveenachtige histosols en in de boomloze noordelijke zone histels.
Het is een van de grootste veengebieden ter wereld en wordt gekarakteriseerd door verhoogde veenmoerassen. Aangenomen wordt dat de Vasjoeganmoerassen het grootste verhoogde veenmoeras ter wereld is met een oppervlakte van 51.600 km². Het zuiden van de laagvlakte is permafrost grotendeels afwezig en werd van oudsher gedomineerd door graslanden die een uitstrekking vormden van de Kazachensteppe, maar is deze is nu grotendeels ontdaan van de vegetatie.
Grote gebieden van het laagland worden overstroomd in het voorjaar en moerasgebieden zorgen ervoor dat het grootste gedeelte van het gebied ongeschikt is voor landbouw. De belangrijkste rivieren binnen het gebied zijn de Ob, Irtysj en Jenisej. Er zijn verder veel meren en moerassen. In de bodem bevinden zich grote aardgas- en aardolievoorraden; met name in Chanto-Mansië en Jamalië.